# Peire de Bussignac
Peire de Bussignac o Bossinhac o Bocinhac o Bosignac, Bussinac o Pèire de Bossinhac (fl. 1160 circa) è stato un nobiluomo, chierico e trovatore originario del Périgord, probabilmente di Bussignac, nell'Hautefort, o forse di Boussignac, a Tulle.
Secondo quanto si legge nella sua vida, proveniva dal  "castello di Bertran de Born". Sebbene la sua vida parli di "buoni sirventes" per biasimare le signore per il loro cattivo cattivo comportamento e sirventes che attaccano Bertran, di Peire  ci è rimasto solo un sirventes: Quan lo dous temps d'abril, un attacco alle donne pettegole e buone a nulla.